# John Cordts
John Cordts, född 23 juli 1935 i Tyskland, är en kanadensisk racerförare.

## Racingkarriär
Cordts tävlade i mitten av 1960-talet i sportvagnsracing och 1968 körde han några lopp i CanAm. Han fortsatte sedan att tävla i den serien 1969-1974 i en McLaren-Chevrolet.
Cordts deltog i ett formel 1-lopp. Han körde en Brabham BT23B i Kanada 1969, men lyckades inte komma i mål.

## F1-karriär
| Säsong | Stall/Tillverkare           | Poäng | Placering |
| ------ | --------------------------- | ----- | --------- |
| 1969   | Paul Seitz (Brabham-Climax) | 0     | –         |